# Новосілки (Ковельський район)
Новосі́лки — село в Україні, у Луківській селищній громаді Ковельського району Волинської області. Населення становить 300 осіб. 

## Географія
Знаходиться за 20 км на північний захід від Турійська і залізничної станції Турійськ, за 3 км на південь від міжнародної автомагістралі Київ — Ковель — Ягодин — Варшава, за 2 км від автомобільної дороги Турійськ — Луків, за 110 км від м. Луцьк, обласного центру, поблизу річки Плиски — притоки Прип′яті. Населення — 310 чоловік, територія села займає 166,6 га

## Історія
Після ліквідації Турійського району 19 липня 2020 року село увійшло до Ковельського району

## Населення
Згідно з переписом УРСР 1989 року, чисельність наявного населення села становила 350 осіб, з яких 157 чоловіків та 193 жінки.
За переписом населення України 2001 року в селі мешкали 333 особи.

### Мова
Розподіл населення за рідною мовою за даними перепису 2001 року:
| Мова       | Відсоток |
| ---------- | -------- |
| Українська | 99,70 %  |
| Інші       | 0,30 %   |